# Maurocastro
Mauroscastro, de asemenea și Maurocastrum ori Mauriocastro, (în greacă Μαυρόκαστρον, transliterat „Castelul negru”) este una dintre denumirile medievale ale  Cetății Albe (în latină Album Castrum, adică „Castelul alb”, ulterior „Ak Kerman” în limba turcă, actualmente în Ucraina sub denumirea de „Bilhorod-Dnistrovskîi”). 
Inițial a fost colonia grecească Tyras de pe malul limanului Nistrului, întemeiată în secolul al VI-lea î.Hr. Mai târziu a ajuns sub stăpânirea romană devenită bizantină. În conformitate cu Tratatul de la Nymfeon din 1261, orașul a intrat sub controlul Republicii Genova sub numele de „Mauroscastro”. A fost o bază pentru tranzacțiunile negustorilor genovezi pe ruta comercială dintre Marea Baltică (prin Vistula, San și Nistru) de unde proveneau blănurile, chihlimbarul și peștele afumat, și Marea Neagră, una dintre extremitățile drumului mătăsii, de unde proveneau de asemenea din Bizanț vinurile, mierea, metalele și pietrele prețioase, diverse obiecte sau veșminte de lux. În anul 1359 orașul a devenit parte a Principatului Moldovei sub numele de Cetatea Albă. Nu este cunoscută cauza trecerii de la denumirea de „Castelul alb” la cea de „Castelul negru” și înapoi, dar se presupune că poate fi vorba de un incendiu prilejuit de marea invazie tătaro-mongolă din 1223 și de reconstruirile ulterioare, îndeosebi cea de pe vremea lui Ștefan cel Mare.
Sub stăpânirea genoveză, orașul a făcut parte din Vicariatul Apostolic al Tartariei, sub îngrijirea spirituală a fraților franciscani. O perioadă titlul de Episcop de Maurocastrum a fost conferit unui episcop titular al Bisericii Catolice, care a deservit teritoriul adiacent misiunii. De asemenea, se pare că a fost sediul unui episcop local al Bisericii Ortodoxe, devreme ce prezența unui episcop ortodox în această perioadă se observă într-o listă de episcopate sub autoritatea Patriarhiei de Constantinopol în timpul domniei împăratului Andronic Paleologul. În perioada Otomană, a făcut parte din Mitropolia Proilaviei cu sediul la Brăila. În 1852 orașul este inclus în Biserica Ortodoxă Rusă; între 1919 și 1944 ține de Mitropolia Basarabiei a Bisericii ortodoxe române (constituind Episcopia Cetății-Albe, al cărui sediu era însă la Ismail); din 1944 încoace face din nou parte din Biserica Ortodoxă Rusă, mai anume din Episcopia Odesei și Ismailului a Bisericii ortodoxe ucrainene a Patriarhiei Moscovei.

## Vezi și
- Tyras
- Cetatea Albă (cetate)